# Vorupør
Vorupør ist eine Ortschaft in der dänischen Kommune Thisted. Der Fischerei- und Urlaubsort liegt in der Landschaft Thy im Nordwesten Jütlands an der Nordsee. Er teilt sich in einen nördlichen und einen kleineren südlichen Ortsteil, Nørre Vorupør (631 Einwohner, 2010) und Sønder Vorupør (55 Einwohner).

## Ortsname
Die korrekte Aussprache des Ortsnamens lautet annäherungsweise wo-rubb-´ör, mit Betonung auf der letzten Silbe.
Der Namensbestandteil Vorup leitet sich vom altdänischen wara (Gemarkung, Allmende) und thorp (Dorf, Einzelgehöft) her. Die Endung -ør bezeichnet einen steinigen Strand.

## Tourismus
Vorupør ist ein beliebter Urlaubsort. Eine 310 m lange Mole (2013 renoviert) schirmt den Bootslandungsplatz gegen die vorherrschenden südwestlichen Winde ab und mildert als Buhne das Wegspülen des Sandes. Landeinwärts liegen Dünen, kleine Wälder und Seen sowie mit Erika, Flechten, Krähen-, Rausch- und Moosbeeren bewachsene Moore. Die Voraussetzungen zum Wellenreiten sind ebenfalls gut. Hierfür sind Vorupør und vor allem das wenige Kilometer weiter nördlich gelegene Klitmøller auch im Ausland bekannt. Auch zum Sportfischen sind die Bedingungen ganzjährig gegeben.
In Vorupør befinden sich ein Heimatmuseum, ein Nordseeaquarium sowie einige Restaurants, ein Supermarkt, Schlachter, EC-Automaten, Kirche, Grundschule und ein Campingplatz. Im Sommer sind zusätzlich Cafés, Kunstgalerien, Kioske, Bekleidungs- und Anglerläden geöffnet. Allerdings hat Vorupør nicht so sehr sein ursprüngliches Gepräge eingebüßt wie andere Urlaubsorte an der jütischen Westküste.
Seit August 2014 verfügt Nørre Vorupør über Dänemarks erstes Meeresbad. Badegäste können nun die Nordsee genießen, ohne auf ablandigen Wind und Brandungsrückstrom achten zu müssen. Die Anlage kostete rund 1,8 Millionen Euro.

## Fischerei
Die Bedeutung des örtlichen Fischfangs hat deutlich abgenommen. Vom Landungsplatz laufen ganzjährig einige Küstenboote und viele Jollen aus. Letztere werden nebenerwerblich betrieben und lokal „Pram“ (Kahn, Prahm) genannt. Der Fang wird in zwei ortsansässigen Räuchereien verarbeitet oder frisch verkauft. Fischerei vom offenen Strand wird heute nur noch an drei Orten an der Nordwestküste Jütlands betrieben: Neben Vorupør sind das Lild Strand und Thorup Strand. Mit einer Motorwinde werden die größeren Boote zu Wasser gelassen und auf den Strand gezogen. Die Drahtseile laufen um einen mit einem Rad versehenen Ankerblock etwa 100 m draußen im Meer, so dass die Boote in wenigen Minuten hinaus- oder heraufgezogen werden können.
Als Fangtechnik wurden in Vorupør traditionell Langleinen verwendet, besonders für Kabeljau. Diese bestehen aus langen Schüren mit vielen Haken. Die Leinen werden zu Hause mit Muschelfleisch als Köder versehen und auf Bretter geordnet, dann aufs Meer gebracht und ausgesetzt. Nach der Rückkehr muss der Köder wieder entfernt und die Leinen auf Bretter geordnet werden, wo die Haken in ein besonderes, mit einem Schlitz versehenes Stäbchen hineinpassen. Der ganze Vorgang ist sehr arbeitsaufwändig, war aber in Zeiten von Großfamilien praktikabel. Mehrmals wurde versucht, eine Maschine zum Öffnen der Muscheln zu entwerfen, aber anscheinend ist es daran gescheitert, dass die Fische nur bei handgeöffneten Muscheln anbeißen wollten. Heute werden deswegen häufiger Netze verwendet, die für den Fang von Schollen vorgesehen sind. Dabei hätte der mit Langleinen gefangene Fisch eine höhere Qualität, weil er nicht zerquetscht wird. Der Nebenfang ist sehr gering und gilt als nachhaltiger als die Trawlfischerei.

## Geschichte

### 1800 bis 1940
1801 wurde das Fischerdorf mit damals 120 Einwohnern (davon 21 Fischer) erstmals urkundlich erwähnt. Im 19. Jahrhundert lebten die Einwohner in den isolierten Dörfern entlang der Küste von Thy von Fischerei und Kleinlandbau (noch bis in die 1950er liefen Schafe im Ort frei umher). Die Küstenbewohner mussten ihre (oft vielen) Kinder als Dienstleute bei den Bauern weiter im Binnenland arbeiten lassen. Der Fisch wurde in Rückenkörbe umgeladen und zum Verkauf auf den Bauernhöfen abtransportiert. Trunksucht und Armut waren weitverbreitet.
1878 wurde eine Kirche auf einem Sandhügel östlich des Dorfes gebaut, wo der idyllische alte Friedhof sehenswert ist. Bis dahin mussten die Einwohner zum Kirchgang über die Heide nach Hundborg laufen. 1902 wurde die jetzige Kirche in der Mitte des Dorfes eingeweiht, teilweise aus Steinen der alten Kirche erbaut. Auf dem alten Friedhof dient das Waffenhaus der abgebrochenen Kirche als Leichenkapelle.
Wegen der gefährlichen Fischerei mit offenen Booten kamen viele Fischer ums Leben. In den 1880er Jahren trafen besonders viele Fälle von Tod durch Ertrinken die Ortschaften an der Westküste Jütlands und begünstigte eine christliche Erweckungsbewegung. Ein Grab von 1885 mit acht Fischern kann auf dem alten Friedhof östlich des Dorfes besichtigt werden. 1887 wurde Fiskercompagniet gegründet, ein Beispiel christlichen Kollektivismus'. Das Zusammengehen der einzelnen Bootsgemeinschaften in eine größere Einheit ermöglichte den ganzjährigen Fischfang sowie das Weiterverkaufen und den Export ohne Zwischenhändler. Die teilnehmenden Fischer waren einem christlichen Lebenswandel verpflichtet, und der Verdienst wurde ursprünglich nach Bedürfnis (Anzahl der Kinder im Haushalt) verteilt. Dieses Prinzip wurde nach ein bis zwei Jahren wieder aufgegeben.
Um 1900 wurden die offenen Boote durch Decksboote ersetzt. 1908 wurde die Mole gebaut, um den Landungsplatz vor der Brandung zu schützen, und so konnte die Anzahl der Tage mit Fischereigelegenheit um 50 % gesteigert werden. Während des Ersten Weltkrieges wurde der Fisch für gute Preise nach Deutschland exportiert. Von 1910 bis 1930 herrschte relativer Wohlstand und statt der bis dahin ärmlichen, reetgedeckten wurden solide, weißgetünchte Häuser gebaut, die heute noch typisch sind.

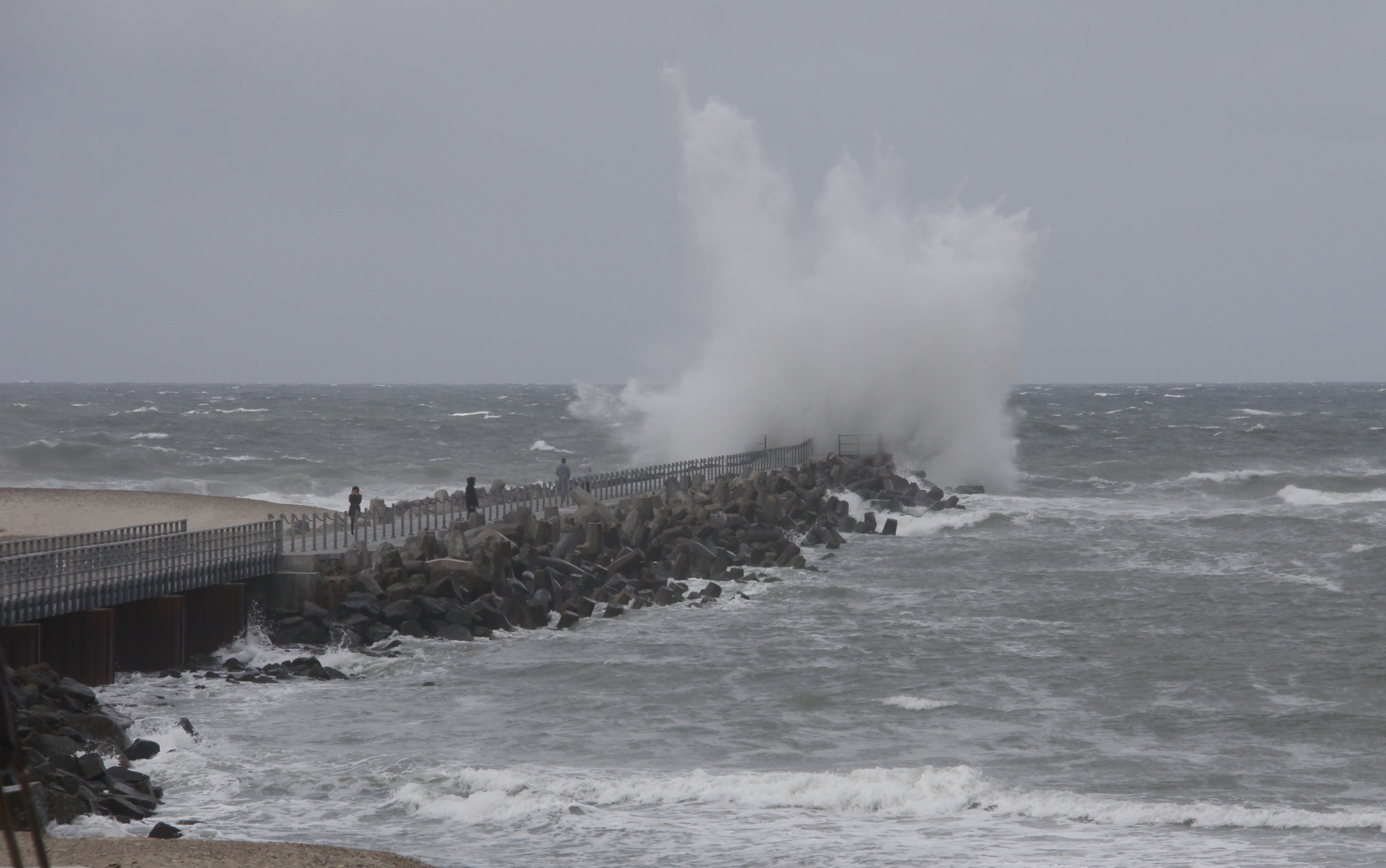
Die Mole von Vorupør bei Sturm

Eine Bahnstrecke Sjørring–Nørre Vorupør mit Anschluss an die Bahnstrecke Thisted–Fjerritslev wurde mit dem Eisenbahngesetz vom 27. Mai 1908 geplant, jedoch nie verwirklicht. Der Fisch wurde nach wie vor mit Pferdewagen nach Sjørring transportiert und von dort per Bahn weiterverladen. Wegen des auflebenden Fischfangs wurde der Bau eines Hafens gefordert; ein solcher Hafen wurde jedoch erst 1967 und nördlich bei Hanstholm verwirklicht.
1940 erfand ein Sohn des Ortes, Claus Sørensen, ein Motorwindensystem, das den Transport größerer Boote ermöglichte. Bis dahin wurden die Boote mit einer Handwinde an Land gezogen; ins Wasser mussten sie von acht bis zwölf Männern getragen werden.

### Zweiter Weltkrieg
Die deutsche Besetzung Dänemarks im Zweiten Weltkrieg brachte den Bau vieler Festungsanlagen mit sich. In Sønder Vorupør gab es einen 42 m hohen Radarturm. Die Schule wurde für ein Militärquartier in Beschlag genommen. In der Mitte der langen Dorfstraße war ein Kontrollpunkt, wo Passanten sich ausweisen mussten. Dort gab es ein Todesopfer, eine junge Einheimische, die mit einem deutschen Soldaten befreundet war und normalerweise ohne weiteres auf dem Fahrrad durchfahren konnte. Eines Tages war jedoch der Posten mit einem direkt von der Ostfront kommenden Soldaten besetzt, der das Mädchen erschoss, als sie seinen Halteruf überhörte.
Am 2. Mai 1942 kam ein mystischer deutsch- und englischsprechender Herr zu Fuß in Vorupør an und mietete sich unter dem Namen Beaverbrook in das Badehotel ein. Als die Polizei erschien, um seine Identität zu überprüfen, erschoss sich der Mann auf seinem Zimmer. Laut Untersuchungen eines Historikers handelte es sich wahrscheinlich um einen Agenten des polnischen Geheimdienstes, Peter Rudyard Aitken, Sohn des britischen Zeitungsmoguls und Versorgungsministers Lord Beaverbrook, der als deutscher Offizier unter den Namen Günther Reimere, Wolf Weltner beziehungsweise Adolph Mewes auftrat und von seinem Quartier in Aalborg ausriss. Über eine Verbindung zur Spionage in der später zerbombten Vemork-Schwerwasseranlage bei Rjukan in Norwegen wird spekuliert.
Am 29. August 1944 wurde ein Lancaster-Bomber auf dem Weg von einem Bombenangriff auf Stettin von deutscher Artillerie bei Vorupør getroffen. Das Flugzeug stürzte beim Moorteich Ålvand östlich des Dorfes ab. Die sieben umgekommenen Flieger aus England, Nordirland, Australien und Kanada wurden in einem Grab direkt im Moor begraben, jedoch 1947 in ein offizielles Kriegergrab auf dem Dorffriedhof überführt. Dieses Kriegergrab hat insgesamt 8 Steintafeln. Die achte Grabstelle ist einem unbekannten Flieger gewidmet, die anderen 7 Grabtafeln weisen die Namen der jungen Flieger aus.

### Nachkriegszeit
Ab den 1960er Jahren nahm die Zahl Touristen zu. Aus dieser Periode stammen die ersten, sehr schlicht aus Holz gebauten Ferienhäuser. Viele Ortsbewohner vermieteten auch Zimmer im eigenen Haus. Ende der 1960er Jahre wurde die Küstenstraße gebaut, unter anderem damit die ortsansässigen Fischer vom Hafen in Hanstholm aus fischen konnten. Im Gegensatz zu den Nachbarorten Stenbjerg und Klitmøller behielten die Fischer von Vorupør aber ihre Boote im Ort.
Nach Dänemarks Beitritt zur EG 1972 wurde die Lage für küstennahe Fischerei immer ungünstiger, da die Erteilung von Fangquoten keine Rücksicht auf die umweltfreundlichen Fangmethoden der kleinen Küstenboote nahm. Große Trawler konnten so meistens die Quoten vor den kleinen Booten erschöpfen. Im Vergleich zu den 27 Booten, die um 1920 hinausfuhren, waren um 1980 noch 10 da; um 2000 waren es vier. Viele pendelten zur Arbeit nach Thisted und Hanstholm, auch der Tourismus stellt eine Haupteinnahmequelle dar. In den 1980er und 1990er Jahren wurden viele Luxusferienhäuser gebaut, die allerdings den Einheimischen nur wenige feste Arbeitsplätze bringen.
Die ehemals starke christliche Prägung des Dorfes ist zuletzt wieder zurückgegangen. Allerdings wurde bis 1980 die Motorwinde an Sonntagen nicht betrieben und deshalb auch kein Fisch angelandet. Bezeichnenderweise wurde das gelbgetünchte, als Baudenkmal eingestufte Missionshaus „Filadelfia“ neben der Kirche 1999 vom Bistum Aalborg renoviert und als Gemeindehaus verwendet: Die wenigen Mitglieder des Missionsvereins in Vorupør konnten sich die Erhaltung des Hauses nicht mehr leisten. Das ehemalige Missionshaus von Sønder Vorupør ist, wie fast alle andere dieser Häuser an der Westküste, längst verkauft und zum Wohnhaus umgebaut worden.

## Lokalpolitik
Bis 1970 gehörte Vorupør zur Gemeinde Hundborg-Jannerup, ab dann zur neuen Kommune Thisted. Diese wurde ab 1. Januar 2007 um die Nachbarkommunen Sydthy und Hanstholm erweitert. Gleichzeitig wechselte man von dem Bezirk Viborg zur Region Nordjütland mit Sitz in Aalborg.
Siehe auch: Verwaltungsgliederung Dänemarks.
Zwischen Vorupør und der Stadt Thisted bestanden immer gewisse Spannungen. In Thisted sagte man herablassend „ude i Vorupør“ (draußen in Vorupør); dafür revanchierten sich die Vorupører mit der Wendung „ude i Thisted“ (draußen in Thisted). 
Nach erfolglosen Versuchen, mittels einer Wahlgemeinschaft den Ort im Kommunalrat zu vertreten, wurde 1997 ein Abgeordneter aus Vorupør für die Liberale Partei gewählt. Ein Erfolg für den Ortsteil war der Bau einiger Seniorenwohnungen; früher mussten sie ins Seniorenheim in Hundborg ziehen. In der 2007 erweiterten Kommune Thisted konnten die Vorupører keinen eigenen Vertreter mehr in den Kommunalrat entsenden. Der Bürgerverein hat sich an mehreren Initiativen beteiligt, um das Fortbestehen der Schule und eine Sicherung der Infrastruktur zu erreichen.
Das Kirchspiel Vorupør wurde 1980 von Hundborg ausgegliedert. Den Pastor teilt man nach wie vor mit Jannerup und Hundborg, wo sich das Pastorat befindet.

## Söhne und Töchter des Ortes
- Jens Munk Poulsen (1863–1920). Initiator der Fischerkompanie. Seine Lehrerausbildung wurde von im Ort eingesammelten Mitteln bezahlt. Später war er in dänischen Fischereiorganisationen tätig und veranlasste den Bau der Mole. Er galt als „Chef“ des gläubigen Teils der Ortsbewohner und hatte über sie und die Fischerkompanie große Macht. Ab 1901 hatte er sich erfolglos als Folketingskandidat der konservativen Partei beworben; 1913–1920 Abgeordneter der Liberalen Partei. Ritter des Dannebrog-Ordens. Liegt auf dem alten Friedhof bei Vorupør begraben.

- N. P. Madsen (1860–1916). Pastor. Geboren in Tune auf Seeland. Lebte und lehrte 1899–1915 in Vorupør und war bei den Einwohnern sehr beliebt. Schrieb mehrere spirituelle Bücher. Anhänger der Revival and Holiness, eine aus England stammende Splitterbewegung, die sich der Pfingsttheologie annäherte. Oft Strittigkeiten mit der Indre Misson, der offiziellen streng-christlichen Bewegung in Dänemark.

- Claus Sørensen (1888–1976). Erfinder eines Motorwindensystems, das an mehreren Küstenorten für das Hinein- und Hinausziehen der Boote noch benutzt wird. Vorsitzender des westjütischen Fischereivereins. Zog wie viele andere Vorupører nach Esbjerg, wo er eine Schiffbergungsfirma und ein Tiefkühlhaus gründete, das sich zum heutigen Kühl- und Tiefkühlanlagenkonzern Claus Sørensen entwickelte. Kleines Denkmal unweit vom Landungsplatz.

- Morten Poulsen (geb. 1971), Fußballspieler in der dänischen Superliga.

## Trivia
- Das Westende der Mole bildet denjenigen Punkt in Dänemark, der am weitesten von Kopenhagen entfernt ist, nämlich 297 km.

- Beim Bau der Mole wurde der damals zweitgrößte Kran der Welt benutzt. Sie wurde am 8. August 1908 in Anwesenheit von König Frederik VIII. eröffnet. Der Volksmund erzählt, drei Frauen aus dem Nachbarort Lyngby hätten das Wasser getrunken, in dem der König zuvor seine Hände gewaschen hatte.

- Im September 1985 wurde der Ort Schauplatz einer Bluttat. Der Kaufmann Hans Günther Stumpe hatte eine Frau nach Vorupør in den Urlaub eingeladen, getötet und Leichenteile in einem See versenkt. 1986 wurde Stumpe in Braunschweig zu lebenslanger Haft verurteilt. Der Fall wurde 2002 in der dänischen TV-Krimiserie Rejseholdet verarbeitet.[7][8]